# Marsaxlokk F.C.
Marsaxlokk F.C. je malteški nogometni klub iz grada Marsaxlokka te član malteške Premier lige i njen prvak za sezonu 2006./2007. Klub je osnovan 1949. godine.

## Povijest
Nogometni klub, u početku poznat kao "Marsaxlokk White Stars F.C.", osnovan je 3. studenog 1949. Trenutno ime dobio je 1954. Klub ulazi u 3. Diviziju Malteške nogometne lige 1955., gdje igra (uz povremene ulaske u 2. Diviziju) sve do 1990. Sezonu 1999./2000. završava na prvom mjestu 2. Divizije, a već nakon dvije godine poslije sezone 2001./2002. ulazi u maltešku Premijer ligu. Prvu titulu prvaka Malte u povijesti kluba osvaja 2007. godine.